# 斐川ひまわり畑
斐川ひまわり畑（ひかわひまわりばたけ）は島根県出雲市斐川町沖洲に所在するヒマワリ群である。

## 概要
- 2001年に瑞穂営農組合の設立にあわせて始まった、ひまわりの選定理由は、空港周辺で空の玄関口であり、観光客を楽しませたい。菜の花エコプロジェクトのようにエネルギーを含めた環境対策にも貢献したいとのことから[1]。

## 歴史
- 2001年 - ひまわりの栽培を5haで開始。[1]
- 2002年 - 栽培規模を20haに拡大。ひまわりまつりを開催。[1]
- 2003年 - ひまわり油とドレッシングの販売開始。[1]
- 2009年 - 種子をオレイン酸含量の高い「春りん蔵」に変更。[1]
- 2010年 - 平成22年度全国優良経営体表彰「集落営農」で受賞[2]。

## 周辺
- 道の駅湯の川
- 出雲縁結び空港